# Indianara
Indianara és un documental brasiler del 2019 dirigit per Aude Chevalier-Beaumel i Marcelo Barbosa que segueix Indianarae Alves Siqueira, un militant que lluita per la supervivència de les persones transgènere al Brasil. L'obra és un retrat d'Indianae Siqueira, activista responsable de la fundació de Casa Nem, un refugi de Rio de Janeiro adreçat a persones LGBTI en situació de vulnerabilitat.
La pel·lícula es va estrenar el 2019 al 72è Festival Internacional de Cinema de Canes.

## Recepció
L'acollida després de la projecció al Festival de Cannes va ser molt positiva: la pel·lícula es descriu com un manual de supervivència per a qui voldria saber gestionar-se en un país que caça les seves minories. Una gran part de la resposta es troba en un mandat: mai renunciar a la lluita, fins i tot quan els altres sembli perdut per endavant. El documental va ser seleccionat per a la 10a edició de la Palma Queer.
La pel·lícula fou projectada per primera vegada a Suïssa durant el festival Everybody's Perfect.

## Premis i reconeixements
- 2019: Gran Premi Documental al festival Chéries-Chéris[12][13][14]
- 2019: Exhibit a la43ª Mostra Internacional de Cinema de São Paulo[15]
- 2020: Guanyador a la Competició Llatino-Americana de la 9a Mostra Ecofalante de Cinema[16]
- 2020: Millor documental a la XXV Fire!! Mostra Internacional de Cinema Gai i Lesbià[17]